# 2034年冬季オリンピック
2034年冬季オリンピック（にせんさんじゅうよねんとうきオリンピック）は、2034年にアメリカ合衆国のユタ州ソルトレークシティーで開催される予定の第27回冬季オリンピック。ソルトレークシティー・ユタ2034（Salt Lake City-Utah
2034）と呼称される。
2024年7月にパリで行われた第142次IOC総会で決定された。2030年冬季大会とあわせ夏冬通じて史上初めて2大会同時に開催地が決定した。アメリカ合衆国での開催は2028年ロサンゼルスオリンピック以来6年ぶり、冬季およびソルトレークシティにおける開催は2002年冬季大会以来32年ぶり2度目となる。

## テレビ放送
開催国でもある米国内では、NBCユニバーサルが放映権を獲得している